# Damasonium minus
Damasonium minus är en svaltingväxtart som först beskrevs av Robert Brown, och fick sitt nu gällande namn av Franz Georg Philipp Buchenau. Damasonium minus ingår i släktet Damasonium och familjen svaltingväxter. Inga underarter finns listade.